# Großwarasdorf
Großwarasdorf (Kroatisch: Veliki Borištof) is een gemeente in de Oostenrijkse deelstaat Burgenland, gelegen in het district Oberpullendorf (OP). De gemeente heeft ongeveer 1600 inwoners.

## Geografie
Großwarasdorf heeft een oppervlakte van 42,5 km². Het ligt in het uiterste oosten van het land.
Kadastrale gemeenten zijn Grosswarasdorf, Kleinwarasdorf en Nebersdorf.
Deutschkreutz · Draßmarkt · Frankenau-Unterpullendorf · Großwarasdorf · Horitschon · Kaisersdorf · Kobersdorf · Lackenbach · Lackendorf · Lockenhaus · Lutzmannsburg · Mannersdorf an der Rabnitz · Markt Sankt Martin · Neckenmarkt · Neutal · Nikitsch · Oberloisdorf · Oberpullendorf · Pilgersdorf · Piringsdorf · Raiding · Ritzing · Steinberg-Dörfl · Stoob · Unterfrauenhaid · Unterrabnitz-Schwendgraben · Weingraben · Weppersdorf
- Gemeinsame Normdatei: 4361106-0
- MusicBrainz: 10083289-ec4e-41b6-842e-415e442e3a57
- Nationale Bibliotheek van Tsjechië: ge392265
- Virtual International Authority File: 240066385
- WorldCat: E39PBJhxq9V3G3MQWPcXKCmyBP